# Gmina związkowa Lauterecken-Wolfstein
Gmina związkowa Lauterecken-Wolfstein (niem. Verbandsgemeinde Lauterecken-Wolfstein) – gmina związkowa w Niemczech, w kraju związkowym Nadrenia-Palatynat, w powiecie Kusel. Siedziba gminy związkowej znajduje się w mieście Lauterecken. Powstała 1 lipca 2014 z połączenia gminy związkowej Lauterecken z gminą związkową Wolfstein.

## Podział administracyjny
Gmina związkowa zrzesza 41 gmin, w tym dwie gminy miejskie (Stadt) oraz 39 gmin wiejskich (Gemeinde):
1. Adenbach
2. Aschbach
3. Buborn
4. Cronenberg
5. Deimberg
6. Einöllen
7. Eßweiler
8. Ginsweiler
9. Glanbrücken
10. Grumbach
11. Hausweiler
12. Hefersweiler
13. Heinzenhausen
14. Herren-Sulzbach
15. Hinzweiler
16. Hohenöllen
17. Homberg
18. Hoppstädten
19. Jettenbach
20. Kappeln
21. Kirrweiler
22. Kreimbach-Kaulbach
23. Langweiler
24. Lauterecken, miasto
25. Lohnweiler
26. Medard
27. Merzweiler
28. Nerzweiler
29. Nußbach
30. Oberweiler im Tal
31. Oberweiler-Tiefenbach
32. Odenbach
33. Offenbach-Hundheim
34. Reipoltskirchen
35. Relsberg
36. Rothselberg
37. Rutsweiler an der Lauter
38. Sankt Julian
39. Unterjeckenbach
40. Wiesweiler
41. Wolfstein, miasto.